# Liste der Naturdenkmale in Mörsfeld
Die Liste der Naturdenkmale in Mörsfeld nennt die im Gemeindegebiet von Mörsfeld ausgewiesenen Naturdenkmale (Stand 28. März 2024).

## Naturdenkmale
| Nr.         | Bezeichnung | Lage                                                   | Beschreibung                               | Bild                                    |
| ----------- | ----------- | ------------------------------------------------------ | ------------------------------------------ | --------------------------------------- |
| ND-7333-099 | Speierling  | östlich des Ortes; Flur Rechts dem Grundwieserweg Lage | Sorbus domestica; 10 m hoch bei 2 m Umfang | Direkt Bild zu diesem Denkmal hochladen |